# James Percy FitzPatrick
Sir James Percy FitzPatrick KCMG (* 24. Juli 1862 in King William’s Town; † 24. Januar 1931 in Uitenhage) war ein südafrikanischer Schriftsteller, Politiker, Bergbau-Finanzier und Pionier der Obstanbaus. Er war der Autor des Kinderbuch-Klassikers Jock of the Bushveld, das 1907 erschien. Als Politiker vertrat er britische Interessen vor und während des Zweiten Burenkriegs.

## Familie und Ausbildung
Percy FitzPatrick wurde als ältester Sohn von James Coleman FitzPatrick und dessen Frau Jenny geboren. Der Vater war Richter am Obersten Gericht der Kapkolonie. Beide Eltern stammten ursprünglich aus Irland. Zwei Brüder von Percy FitzPatrick kamen bei Kampfhandlungen ums Leben: Thomas FitzPatrick während des Zweiten Matabelekriegs und George FitzPatrick, der beim britischen Light Horse Regiment diente, während des Zweiten Burenkriegs.
James Percy FitzPatrick erhielt seine schulische Ausbildung in England, wo er die Downside School in der Nähe von Bath besuchte. Später studierte er am St. Aidan’s College in Grahamstown.

## Berufliche und politische Laufbahn
Nach dem Tod seines Vaters im Jahr 1880 verließ James Percy FitzPatrick (der sich später nur Percy nannte) das College, um seine Familie zu unterstützen. Zunächst arbeitete er als Angestellter in der Standard Bank in Kapstadt. 1884 reiste er zu den Goldfeldern im Osten von Transvaal, wo er als Lagerarbeiter, Assistent eines Prospektors und Journalist tätig war wie auch als Kutscher eines Ochsenkarrens, mit dem Waren von Lourenço Marques nach Lydenburg und Barberton transportiert wurden. In Barberton wurde er Redakteur der Zeitung Gold Fields News.
Die Abenteuer, die FitzPatrick in dieser Zeit erlebte, schrieb er in seinem Buch Jock of the Bushveld nieder. Zudem publizierte er das Buch The Transvaal from Within, das großen Einfluss auf die öffentliche Meinung in Großbritannien vor Ausbruch des Zweiten Burenkriegs hatte. Das Buch sprach die Probleme der hauptsächlich englischsprachigen Uitlander mit der Burenregierung an und plädierte für eine Intervention der Briten in der Südafrikanischen Republik.
1892 wurde FitzPatrick Leiter des Nachrichtendienstes in den Johannesburger Büros der Bergbaugesellschaft Hermann Eckstein and Company, die Wernher, Beit & Co. gehörte. 1895 wurde er Geschäftsführer der Reform Committee in Johannesburg, das den Sturz der Regierung von Paul Kruger plante. FitzPatrick fungierte als Verbindungsmann zwischen dem Komitee, Cecil Rhodes und Leander Jameson in Kapstadt. Am 29. Dezember 1895 führte Jameson einen Überfall von Betschuanaland aus, um die Verschwörer in Johannesburg zu unterstützen, wurde aber am 2. Januar 1896 in Doornkop festgesetzt. FitzPatrick und andere wurden des Hochverrats angeklagt. Er wurde zu zwei Jahren Gefängnis und 2000 Pfund Strafe verurteilt, jedoch schon im Mai 1896 auf freien Fuß gesetzt, nachdem er erhebliche gesundheitliche Schäden in der Haft erlitten hatte. Auflage war, dass er sich drei Jahre lang nicht politisch betätigen durfte.
Bei Ausbruch des Zweiten Burenkriegs (1899–1902) unterstützte FitzPatrick den Aufbau des Imperial Light Horse Regiments. Er selbst konnte aus gesundheitlichen Gründen keinen aktiven Dienst leisten und hielt sich während des Krieges in Großbritannien als offizieller Berater der britischen Regierung auf. 1902 wurde er als Knight Commander of the Order of Saint Michael and Saint George zum Ritter geschlagen. Später übernahm er das Amt des Präsidenten der Chamber of Mines.
Von 1908 bis 1909 war Percy FitzPatrick einer von acht Delegierten aus Transvaal für die National Convention, in deren Verlauf und Ergebnis sich vier britische Kolonien zur Südafrikanischen Union zusammenschlossen.
Gemeinsam mit James Barry Munnick Hertzog erarbeitete er eine Vereinbarung, wonach Englisch und Afrikaans die offiziellen Amtssprachen der Union wurden.
FitzPatrick hielt wilde Tiere, die er von seinen Jagdausflügen mit nach Johannesburg gebracht hatte, auf einem Grundstück, wo sich heute der Park Zoo Lake befindet. Einige seiner Tiere waren die ersten im Zoo von Johannesburg. Zudem unterstützte er den ersten Anbau von Zitrusgewächsen in Südafrika.
Sir James Percy FitzPatrick starb 1931 im Alter von 68 Jahren. Er wurde beerdigt am The Look Out, im Norden von Uitenhage. Seine Grabstätte wurde zum National Monument erklärt.

## Diverses
- 1959 wurde das Percy FitzPatrick Institute of African Ornithology an der Universität Kapstadt von der Cecily K. Niven, der Tochter von Percy FitzPatrick, zur Beobachtung von afrikanischen Vögeln gegründet.[6]
- Der Percy FitzPatrick Award ist eine Auszeichnung für das beste südafrikanische Kinderbuch in englischer Sprache und wird seit 1970 vergeben.

## Publikationen
- Through Mashonaland with Pick and Pen. 1892.
- The Transvaal from Within. A Private Record of Public Affairs. 1899 (Volltext auf gutenberg.org).
- Jock of the Bushveld. 1907.
- South African Memories 1932, posthum publiziert.